# Tallgölen (Kisa socken, Östergötland)
Tallgölen är en sjö i Kinda kommun i Östergötland och ingår i Motala ströms huvudavrinningsområde.